# Ліве ван Айтсема
Ліве ван Айтсема (нід. Lieuwe van Aitzema; * 16 листопада 1600 — † 24 лютого 1669) — нідерландський історик. З 1624 року — адвокат, з 1629 — ганзійський резидент в Гаазі. У 1617 році опублікував об'ємний звід латинських віршів під назвою «Poemata Juvenilia», копія якого зараз зберігається в Британському музеї. Головною працею ван Айтсеми є багатотомна «Історія», яка містить багатий документальний матеріал з історії Голландії з 1621 року.